# Diego Souza
Diego de Souza Andrade (Río de Janeiro, Brasil; 17 de junio de 1985) es un exfutbolista brasileño que juega como mediocampista ofensivo o delantero y su último equipo fue el Sport Club do Recife del Brasileirão de Brasil.
En su carrera de profesional, jugó para diez clubes en el Campeonato Brasileño de Serie A, incluidos nueve de los doce grandes, comenzando en el Fluminense en 2003. También jugó para Sport Recife, donde fue máximo goleador de la Serie A en 2016.
Souza también tuvo breves períodos en Portugal, Arabia Saudita y Ucrania. Jugó siete partidos con la Selección brasileña desde su debut en 2009, anotando dos goles.

## Estadísticas
Datos actualizados al 13 de septiembre de 2020.
| Club | Div           | Temporada     | Campeonato | Campeonato | Estatal (1) | Estatal (1) | Copas (2) | Copas (2) | Internacional (3) | Internacional (3) | Regional (4) | Regional (4) | Total (5) | Total (5) | Promedio |
| Club | Div           | Temporada     | Part.      | Goles      | Part.       | Goles       | Part.     | Goles     | Part.             | Goles             | Part.        | Goles        | Part.     | Goles     |          |
| --- | ------------- | ------------- | ---------- | ---------- | ----------- | ----------- | --------- | --------- | ----------------- | ----------------- | ------------ | ------------ | --------- | --------- | -------- |
| Fluminense · Brasil |               |               |            |            |             |             |           |           |                   |                   |              |              |           |           |          |
| 1.ª | 2003          | 7             | 0          | -          | -           | -           | -         | 3         | 0                 | -                 | -            | 10           | 0         | 0.00      |          |
| 1.ª | 2004          | 29            | 3          | 1          | 0           | 1           | 0         | -         | -                 | -                 | -            | 31           | 3         | 0.09      |          |
| 1.ª | 2005          | -             | -          | 2          | 0           | 4           | 1         | -         | -                 | -                 | -            | 6            | 1         | 0.17      |          |
| 1.ª | 2016          | -             | -          | 8          | 1           | -           | -         | -         | -                 | -                 | -            | 8            | 1         | 0.12      |          |
| Total club | Total club    | 36            | 3          | 11         | 1           | 5           | 1         | 3         | 0                 | 0                 | 0            | 55           | 5         | 0.09      |          |
| Flamengo · Brasil |               |               |            |            |             |             |           |           |                   |                   |              |              |           |           |          |
| 1.ª | 2005          | 21            | 5          | -          | -           | -           | -         | -         | -                 | -                 | -            | 21           | 5         | 0.23      |          |
| 1.ª | 2006          | 1             | 0          | 8          | 2           | 7           | 0         | -         | -                 | -                 | -            | 16           | 2         | 0.12      |          |
| Total club | Total club    | 22            | 5          | 8          | 2           | 7           | 0         | 0         | 0                 | 0                 | 0            | 37           | 7         | 0.18      |          |
| Grêmio · Brasil |               |               |            |            |             |             |           |           |                   |                   |              |              |           |           |          |
| 1.ª | 2007          | 33            | 8          | -          | -           | -           | -         | 13        | 2                 | -                 | -            | 46           | 10        | 0.21      |          |
| 1.ª | 2020          | 7             | 2          | 11         | 9           | -           | -         | 2         | 0                 | -                 | -            | 20           | 11        | 0.55      |          |
| Total club | Total club    | 40            | 10         | 11         | 9           | 0           | 0         | 15        | 2                 | 0                 | 0            | 66           | 21        | 0.31      |          |
| Palmeiras · Brasil |               |               |            |            |             |             |           |           |                   |                   |              |              |           |           |          |
| 1.ª | 2008          | 33            | 6          | 6          | 1           | 2           | 0         | 3         | 0                 | -                 | -            | 44           | 7         | 0.15      |          |
| 1.ª | 2009          | 34            | 8          | 16         | 6           | -           | -         | 12        | 4                 | -                 | -            | 62           | 18        | 0.29      |          |
| 1.ª | 2010          | -             | -          | 15         | 7           | 7           | 1         | -         | -                 | -                 | -            | 22           | 8         | 0.36      |          |
| Total club | Total club    | 67            | 14         | 37         | 14          | 9           | 1         | 15        | 4                 | 0                 | 0            | 128          | 33        | 0.25      |          |
| Atlético Mineiro · Brasil |               |               |            |            |             |             |           |           |                   |                   |              |              |           |           |          |
| 1.ª | 2010          | 28            | 5          | -          | -           | -           | -         | 4         | 0                 | -                 | -            | 32           | 5         | 0.15      |          |
| 1.ª | 2011          | -             | -          | 1          | 0           | -           | -         | -         | -                 | -                 | -            | 1            | 0         | 0.00      |          |
| Total club | Total club    | 28            | 5          | 1          | 0           | 0           | 0         | 4         | 0                 | 0                 | 0            | 33           | 5         | 0.15      |          |
| Vasco da Gama · Brasil |               |               |            |            |             |             |           |           |                   |                   |              |              |           |           |          |
| 1.ª | 2011          | 32            | 11         | 6          | 1           | 9           | 3         | 5         | 2                 | -                 | -            | 52           | 17        | 0.32      |          |
| 1.ª | 2012          | 9             | 3          | 16         | 6           | -           | -         | 9         | 3                 | -                 | -            | 35           | 13        | 0.37      |          |
| Total club | Total club    | 41            | 14         | 22         | 7           | 9           | 3         | 14        | 5                 | 0                 | 0            | 87           | 30        | 0.34      |          |
| Al-Ittihad Arabia Saudita |               |               |            |            |             |             |           |           |                   |                   |              |              |           |           |          |
| 1.ª | 2012          | 5             | 2          | -          | -           | -           | -         | 3         | 1                 | -                 | -            | 8            | 3         | 0.37      |          |
| Total club | Total club    | 5             | 2          | 0          | 0           | 0           | 0         | 3         | 1                 | 0                 | 0            | 8            | 3         | 0.37      |          |
| Cruzeiro · Brasil |               |               |            |            |             |             |           |           |                   |                   |              |              |           |           |          |
| 1.ª | 2013          | 6             | 1          | 12         | 4           | 4           | 2         | -         | -                 | -                 | -            | 22           | 7         | 0.31      |          |
| Total club | Total club    | 6             | 1          | 12         | 4           | 4           | 2         | 0         | 0                 | 0                 | 0            | 22           | 7         | 0.31      |          |
| Metalist Járkov · Ucrania |               |               |            |            |             |             |           |           |                   |                   |              |              |           |           |          |
| 1.ª | 2013-14       | 18            | 1          | -          | -           | 2           | 2         | 2         | 0                 | -                 | -            | 22           | 3         | 0.13      |          |
| Total club | Total club    | 18            | 1          | 0          | 0           | 2           | 2         | 2         | 0                 | 0                 | 0            | 22           | 3         | 0.13      |          |
| Sport Club · Brasil |               |               |            |            |             |             |           |           |                   |                   |              |              |           |           |          |
| 1.ª | 2014          | 19            | 4          | -          | -           | -           | -         | 1         | 0                 | -                 | -            | 20           | 4         | 0.20      |          |
| 1.ª | 2015          | 34            | 9          | 9          | 4           | 2           | 2         | 3         | 0                 | 10                | 2            | 58           | 17        | 0.29      |          |
| 1.ª | 2016          | 34            | 14         | -          | -           | 1           | 1         | 1         | 0                 | 4                 | 0            | 40           | 15        | 0.37      |          |
| 1.ª | 2017          | 27            | 11         | 6          | 3           | 7           | 2         | 6         | 1                 | 9                 | 4            | 55           | 21        | 0.38      |          |
| Total club | Total club    | 114           | 38         | 15         | 7           | 10          | 5         | 11        | 1                 | 23                | 6            | 173          | 57        | 0.32      |          |
| São Paulo · Brasil |               |               |            |            |             |             |           |           |                   |                   |              |              |           |           |          |
| 1.ª | 2018          | 32            | 12         | 13         | 3           | 4           | 0         | 2         | 1                 | -                 | -            | 51           | 16        | 0.31      |          |
| 1.ª | 2019          | -             | -          | 6          | 1           | -           | -         | 2         | 0                 | -                 | -            | 8            | 1         | 0.12      |          |
| Total club | Total club    | 32            | 12         | 19         | 4           | 4           | 0         | 4         | 1                 | 0                 | 0            | 59           | 17        | 0.28      |          |
| Botafogo · Brasil |               |               |            |            |             |             |           |           |                   |                   |              |              |           |           |          |
| 1.ª | 2019          | 32            | 7          | 3          | 1           | 2           | 0         | 4         | 1                 | -                 | -            | 41           | 9         | 0.21      |          |
| Total club | Total club    | 32            | 7          | 3          | 1           | 2           | 0         | 4         | 1                 | 0                 | 0            | 41           | 9         | 0.21      |          |
| Total carrera | Total carrera | Total carrera | 441        | 112        | 139         | 49          | 52        | 12        | 87                | 15                | 23           | 6            | 742       | 194       | 0.26     |
| (1) Incluye datos del Campeonato Carioca, Campeonato Paulista, Campeonato Mineiro, Campeonato Pernambucano, Campeonato Gaúcho. (2) Incluye datos de la Copa de Brasil, Copa de Ucrania. (3) Incluye datos de la Copa Sudamericana, Copa Libertadores, Liga de Campeones de la AFC, Liga de Campeones de la UEFA. (4) Incluye datos de la Copa do Nordeste. (5) No incluye goles en partidos amistosos. |               |               |            |            |             |             |           |           |                   |                   |              |              |           |           |          |

### Selecciones
| Selección       | Temporada     | Amistosos | Amistosos | Eliminatorias | Eliminatorias | Mundial | Mundial | Total | Total |
| Selección       | Temporada     | Part.     | Goles     | Part.         | Goles         | Part.   | Goles   | Part. | Goles |
| --------------- | ------------- | --------- | --------- | ------------- | ------------- | ------- | ------- | ----- | ----- |
| Sub-20 · Brasil | 2005          | -         | -         | -             | -             | 4       | 1       | 4     | 1     |
| Total club      | Total club    | 0         | 0         | 0             | 0             | 4       | 1       | 4     | 1     |
| Adulta · Brasil | 2009          | -         | -         | 1             | 0             | -       | -       | 1     | 0     |
| Adulta · Brasil | 2011          | 1         | 0         | -             | -             | -       | -       | 1     | 0     |
| Adulta · Brasil | 2017          | 3         | 2         | 2             | 0             | -       | -       | 5     | 2     |
| Total club      | Total club    | 4         | 2         | 3             | 0             | 0       | 0       | 7     | 2     |
| Total carrera   | Total carrera | 4         | 2         | 3             | 0             | 4       | 1       | 11    | 3     |

## Palmarés

### Títulos estatales
| Título                  | Club         | Estado             | Año  |
| ----------------------- | ------------ | ------------------ | ---- |
| Campeonato Carioca      | Fluminense   | Río de Janeiro     | 2005 |
| Campeonato Gaúcho       | Grêmio FBPA  | Río Grande del Sur | 2007 |
| Campeonato Paulista     | SE Palmeiras | São Paulo          | 2008 |
| Primera Liga de Brasil  | Fluminense   | Brasil             | 2016 |
| Campeonato Pernambucano | Sport Recife | Pernambuco         | 2017 |
| Campeonato Gaúcho       | Grêmio FBPA  | Río Grande del Sur | 2020 |
| Campeonato Gaúcho       | Grêmio FBPA  | Río Grande del Sur | 2021 |
| Recopa Gaúcha           | Grêmio FBPA  | Río Grande del Sur | 2023 |
| Campeonato Gaúcho       | Grêmio FBPA  | Río Grande del Sur | 2023 |

### Títulos nacionales
| Título               | Club          | País   | Año  |
| -------------------- | ------------- | ------ | ---- |
| Copa de Brasil       | Flamengo      | Brasil | 2006 |
| Copa de Brasil       | Vasco Da Gama | Brasil | 2011 |
| Campeonato Brasileño | Cruzeiro      | Brasil | 2013 |

### Otros logros
| Título               | Club   | País   | Año  |
| -------------------- | ------ | ------ | ---- |
| Ascenso a la Série A | Grêmio | Brasil | 2022 |

### Distinciones individuales
| Distinción                                                                    | Año              |
| ----------------------------------------------------------------------------- | ---------------- |
| Bola de Ouro - Placar al mejor jugador del Campeonato Brasileño               | 2009             |
| Premio Craque do Brasileirão al mejor centrocampista del Campeonato Brasileño | 2008, 2009, 2011 |
| Máximo goleador del Campeonato Brasileño (18 goles)                           | 2016             |
| Máximo goleador del Campeonato Gaúcho (9 goles)                               | 2020             |
| Máximo goleador del Campeonato Gaúcho (7 goles)                               | 2021             |